# Аналіз помилок (лінгвістика)
У лінгвістиці, згідно з Дж. Річардом та ін., (2002), помилка – це використання слова, мовленнєвого акту або граматичних елементів таким чином, що воно здається недосконалим і свідчить про неповне засвоєння матеріалу  (184). Норріш (1983, с. 7) розглядає її як систематичне відхилення, яке відбувається, коли учень чогось не вивчив і постійно помиляється.Однак спроби вставити помилку в контекст завжди супроводжувалися [вивчення мови та оволодіння другою мовою], Хендріксон (1987:357) зазначив, що помилки є «сигналами», які вказують на реальний процес вивчення та свідчать про те, що учень ще не володіє або не продемонстрував добре структуровану [лінгвістичну (мовну)компетенцію\компетентність] у цільовій мові .
Всі визначення, здавалося б, наголошують або на систематичних відхиленнях, що виникають у процесі вивчення мови, або на індикаціях фактичного становища самого вивчаючого мову, що пізніше допомагатиме в моніторингу, чи то прикладному лінгвісту, чи особливо вчителю мови у вирішенні проблеми, дотримуючись одного з підходів, обговорених у Аналізі Помилок (Anefnaf 2017). Виникнення помилок не лише свідчить про те, що учень ще не вивчив щось, але також дає лінгвісту уявлення про те, чи був ефективним застосований метод навчання, чи потрібно його змінити.
Згідно з Кордером (1976), помилки вказують на три речі: по-перше, для вчителя, в тому сенсі, що учень повідомляє вчителю, якщо той провів системний аналіз, наскільки він продвинувся до мети і, відповідно, що залишилося йому вивчити; по-друге, вони надають досліднику докази того, як вивчається або здобувається мова, і які стратегії чи процедури використовує учень у своєму відкритті мови; по-третє, (і в певному сенсі це їх найважливіший аспект) вони невід'ємні для самого учня, оскільки вчинення помилок може розглядатися як засіб, яким учень користується для вивчення (ст. 167). Кордер(1976) вважав, що виникнення помилок свідчить лише про «теперішню неадекватность наших методів навчання» (Corder 1976, p. 163).
Існує два напрями думок щодо аналізу помилок та філософії; перший, за словами Кордера(1967), пов'язував здійснення помилок із методом викладання, стверджуючи, що при належному методі помилки не виникали б; другий вважав, що ми живемо в неповній і недосконалій реальності, і виправлення помилок є необхідністю, яку вчений-лінгвіст не може ігнорувати, незалежно від того, який підхід до навчання він використовує.